# Aldgate
Aldgate és un barri del districte de Ciutat de Londres (la City) del Gran Londres, Anglaterra (Regne Unit). El nom prové del portal d'Aldgate del recinte emmurallat de Londres que podria venir d'Alegate o Aelgate ("porta pública") o Aeldgate (antiga porta).
El barri està delimitat pel carrer White Kennet al nord i Crutched Friars al sud.